# Trifolium simense
Trifolium simense là một loài thực vật có hoa trong họ Đậu. Loài này được Fresen. miêu tả khoa học đầu tiên.